# Сорокуш сірочеревий
Сороку́ш сірочеревий (Thamnophilus nigrocinereus) — вид горобцеподібних птахів родини сорокушових (Thamnophilidae). Мешкає в Південній Америці.

## Опис
Довжина птаха становить 16-17 см, вага 28-32 г. Самець темно-сірий, тім'я і горло чорні, обличчя сірувате, нижня частина тіла дещо світліша. Крила коричнюваті з білими плямами, на хвості білі плями. Голови і верхні частини тіла самиць темно-сірі, крила і хвіст коричнюваті, нижні частини тіла рудувато-коричневі.

## Підвиди
Виділяють п'ять підвидів:
- T. n. cinereoniger Pelzeln, 1868 — Колумбія, Венесуела, північно-західна Бразилія;
- T. n. kulczynskii (Domaniewski & Stolzmann, 1922) — східне узбережжя Бразилії;
- T. n. nigrocinereus Sclater, PL, 1855 — гирло Амазонки;
- T. n. tschudii Pelzeln, 1868 — захід центральної Бразилії;
- T. n. huberi Snethlage, E, 1907 — схід центральної Бразилії.

## Поширення і екологія
Сірочереві сорокуші поширені на півночі Амазонії. Вони живуть в амазонській сельві, у заболочених варзейських лісах і сухій савані (серрадо і льянос) на висоті до 400 м над рівнем моря.

## Збереження
МСОП вважає стан збереження цього виду близьким до загрозливого. Йому загрожує знищення природного середовища.